# Красное (Липецкий район)
Кра́сное — деревня Пружинского сельсовета Липецкого района Липецкой области.

## География
Деревня Красное расположена у западной окраины села Пружинки, центра сельсовета, непосредственно примыкая к нему, у пруда, устроенного в верховье небольшого пересыхающего водотока, который течёт на север, впадая затем в реку Лубна. Севернее Красного, также поблизости от села, находится ещё одна деревня сельсовета — Ольгино. У южной окраины Красного проходит автодорога, соединяющая Пружинки с селом Ивово, за ней к югу — вершина 201 м и небольшой лесной массив. Юго-западнее и западнее деревни, к северу от указанной трассы, располагается несколько населённых пунктов Ивовского сельсовета. Это деревня Слободка, посёлок Розы Люксембург и деревня Куйманы.

## История
По документам 1900 г. – сельцо с 35 дворами и 183 жителями.По переписи 1926 г. — деревня, 48 дворов, 238 жителей.В начале 1932 г. в ней проживало 304 человека. На 1 января 2001 г. здесь насчитывалось 20 хозяйств и 32 жителя. Входила в Ивовскую волость (Задонский уезд) Воронежской губернии, с 1923 г. — Липецкий уезд Тамбовской губернии. Позднее (до упразднения волостей) в Нижнестуденецкую волость Липецкого уезда. С образованием районов находилась в составе Студенецкого (Водопьяновского, Донского) района. Имела другие названия — Александрово-Гвоздево, Бордевка. Нынешнее наименование — от слова “красное” (красивое, пригожее для жилья место). 
Однако, на Специальной карте Европейской России И. А. Стрельбицкого, составленной в 1865—1871 годах (лист 59, издан в 1869 году), и на топографической военной карте РККА второй половины 1930-х — начала 1940-х годов видно, что квартал жилой застройки, ныне относящийся к деревне Красное, в XIX и первой половине XX века не являлся отдельным населённым пунктом, относясь к селу Пружинки.
В 1835 году в селе имел поместье полковник и кавалер Осип Осипович Бородаевский (село Александровка входило в Пружники), крестьян - 118 душ (Алибушевы, Духинины, Карташевы, Колшовы, Крючковы, Ломакины, Марковы, Недопекины, Шорниковы, Читчиковы).

## Население
| 2010 | 2012 |
| ---- | ---- |
| 23   | ↗31  |

По состоянию на 1990 год деревня насчитывала около 50 жителей. На 1 января 2002 года в Красном проживал, по официальным данным, 41 житель в 25 хозяйствах. Согласно переписи 2002 года, в населённом пункте проживало 28 человек, из них 12 мужчин и 16 женщин, 100 % населения составляли русские. По сведениям переписи 2010 года, мужчин было больше, чем женщин, не менее 91 % жителей составляли русские.

## Улицы
В деревне есть единственная улица — улица Красная.